# J・V・W・バーガミニー
ジョン・バン・ウィ・バーガミニー（John van Wie Bergamini 1888年-1975年）は、アメリカ人ミッション系の建築家。米国聖公会から「聖路加国際病院顧問技師」として派遣され来日。聖路加国際病院や立教女学院の校舎や講堂を始め、全国各地に多くの教会を設計した。息子は『天皇の陰謀』『数の世界』『宇宙』などの著書で知られる数学者、物理学者のデイヴィッド・バーガミニ。

## 生涯
チェコ生まれ。来日前、バーガミニーは現在の中国湖北省武漢市である漢口（Hankow）の英国人租界にいたことが知られ、1926年頃、関東大震災による聖公会関係施設復興のため、米国聖公会（エピスコパル宣教団）から派遣された。1928年には子息デビッドが東京で誕生している。1938年に離日しその後一家で漢口にもどり、上海を経てフィリピンに1943年ごろ渡っているが、終戦前に収容所に収容され、1945年にアメリカ軍に救出されたとされる。

## 代表作
| 建造物名                                           | 年月               | 所在地                     | 状態                   | 備考 |
| -------------------------------------------------- | ------------------ | -------------------------- | ---------------------- | --- |
| 立教学院校宅9号館・10号館（旧宣教師館）            | 1927年（昭和2年）  | 東京都豊島区               |                        | 解体材、倉庫保管 |
| 日本聖公会浦和諸聖徒教会礼拝堂（二代礼拝堂）       | 1928年（昭和3年）  | 埼玉県さいたま市浦和区仲町 | 現存                   | 上林敬吉（実施設計）、坪谷熊平（施工）、竣工当時は3層塔屋付 |
| 学校法人平安女学院 昭和館                          | 1929年（昭和4年）  | 京都市上京区               | 登録有形文化財         | 内藤多仲が構造設計。施工が清水組 |
| 日本聖公会盛岡聖公会二代礼拝堂                     | 1929年（昭和4年）  | 岩手県盛岡市               | 現存                   | 上林敬吉（実施設計）、桂島組（施工） |
| 日本聖公会高崎聖オーガスチン教会礼拝堂             | 1929年（昭和4年）  | 群馬県高崎市山田町         | 現存                   | 上林敬吉（実施設計）、熊野組（施工） |
| 日本聖公会浅草聖ヨハネ教会礼拝堂（三代礼拝堂）     | 1929年（昭和4年）  | 東京都台東区蔵前           | 現存                   | 上林敬吉（実施設計）、隅田組（施工）、1945年（昭和20年）の東京大空襲で大きな被害を受けたが、上林敬吉が自ら丁寧に復元し、1955年（昭和30年）に元の姿を取り戻した。 |
| 日本聖公会京都聖三一教会実施設計                   | 1930年（昭和5年）  | 京都市中京区丸太町         | 登録有形文化財         | 園部秀治が基本設計 |
| 日本聖公会秋田聖救主教会概略設計                   | 1930年（昭和5年）  | 秋田市保戸野中町           | 秋田市指定文化財       | 実施設計は上林敬吉 |
| 立教女学院（旧立教高等女学校）講堂                 | 1930年（昭和5年）  | 東京都杉並区               | 現存                   | |
| 立教女学院高等学校（旧立教高等女学校）校舎         | 1930年（昭和5年）  | 東京都杉並区               | 現存                   | |
| 立教学院校宅11号館・12号館（旧宣教師館）           | 1931年（昭和6年）  | 東京都豊島区               |                        | 解体材、倉庫保管。バーガミニーも日本滞在中に同宅を使用 |
| 日本聖公会東京教区東京諸聖徒教会礼拝堂             | 1931年（昭和6年）  | 東京都文京区千石           | 登録有形文化財         | 清水組（施工）。空襲で一度コンクリート構造物を除き焼失。現在のものは復元されたもの                                                                               |
| 日本聖公会福井聖三一教会礼拝堂                     | 1931年（昭和6年）  | 福井県福井市春山           | 現存                   | 上林敬吉（実施設計）、戸田組（施工） |
| 小浜聖ルカ教会増築                                 | 1931年（昭和6年）  | 福井県小浜市               | 登録有形文化財         | 1897年（明治30年）ガーディナーが献堂したものを増築 |
| 日本聖公会郡山聖ペテロ聖パウロ教会礼拝堂           | 1932年（昭和7年）  | 福島県郡山市麓山           | 現存                   | 上林敬吉（実施設計） |
| 立教女学院（旧立教高等女学校）聖マーガレット礼拝堂 | 1932年（昭和7年）  | 東京都杉並区               | 杉並区指定有形文化財   | |
| 聖路加国際病院旧病棟                               | 1933年（昭和8年)   | 東京都中央区明石町         | 東京都選定歴史的建造物 | アントニン・レーモンドに変わって設計を引き継ぐ |
| 聖路加国際病院トイスラー記念館                     | 1933年（昭和8年)   | 東京都中央区明石町         | 中央区民有形文化財     | |
| 聖路加国際病院礼拝堂                               | 1936年（昭和11年） | 東京都中央区明石町         | 東京都選定歴史的建造物 | |

### その他
- 立教学院校宅2号館 1927年（昭和2年）- 立教学院校宅9号館、10号館と竣工時期が同時期で、バーガミニーの設計と考えられる[1]。